# Diospyros lotus
Il loto o albero di Sant'Andrea (Diospyros lotus L., 1753) è un albero da frutto appartenente alla famiglia delle Ebenacee.

## Descrizione
Il loto è un albero caducifoglie e latifoglie. Produce delle bacche sferiche di circa 2-3 centimetri di diametro, ha le foglie ellittiche e acuminate, ha la corteccia bruna ruvida. È un albero rustico e vigoroso, spesso usato come pianta ornamentale o come portainnesto del cachi (Diospyros kaki).
I semi si hanno solo nei frutti in seguito all'impollinazione.
I frutti del loto sono piccoli, sferoidali, pruinosi, di colore giallo-bruno a completa maturazione; possono essere gamici (con frutti fecondati) o partenocarpici. I semi, quando presenti, sono piccoli, reniformi con superficie di colore bruno chiaro, sono reniformi di colore bruno scuro. Il loto fruttifica sulle gemme miste portate dai rami misti e dai brindilli. Ogni gemma mista origina, alla chiusura, un germoglio che all'ascella delle foglie basali porta i fiori. La differenziazione dei primordi fiorali avviene dai primi di luglio ai primi di agosto, quando sono evidenti gli abbozzi dei petali. L'evoluzione del fiore si arresta nel periodo autunno-invernale, per poi riprendere al risveglio vegetativo con il completamento degli organi fiorali. La fioritura avviene verso metà di maggio ed è seguita da una cascola dei frutticini non allegati, che raggiunge l'intensità massima nel mese di luglio.

## Distribuzione e habitat
Il loto è comune nelle zone temperate dell'Asia: lo si trova dalla Turchia fino alla Corea.
Viene coltivato in molte aree a livello mondiale.